# رويال بايرتس
رويال بايرتس (로열 파이럿츠) هي فرقة روك كورية-أمريكية، ظهرت لأول مرة في عام 2013. الفرقة تتألف من Kim Moon-chul (مغني، قيثاري)، Kim Soo-yoon (طبال)، وJames Lee (قيثاري البيس)، في السابق الفرقة كانت تتكون من أربعة أعضاء
والآن تم خروج james lee من الفرقة ودخول kim sooyoon إلى الجيش

## وصلات خارجية
- رويال بايرتس على موقع ميوزك برينز (الإنجليزية)
- رويال بايرتس على موقع ديسكوغز (الإنجليزية)

- الموقع الإلكتروني الرسمي لفرقة رويال بايرتس